# Hubert Łopotko
Hubert Łopotko (* 6. März 1987) ist ein polnischer Poolbillardspieler.

## Karriere
Hubert Łopotko begann 1995 mit dem Billardspielen. Bei der Jugend-Europameisterschaft 2000 gewann er mit dem dritten Platz im 8-Ball der Schüler erstmals eine Medaille. Mit der polnischen Schülermannschaft wurde er Europameister. 2001 wurde er erneut Dritter im Schüler-8-Ball. 2002 wurde er durch einen Finalsieg gegen den Deutschen Dennis Jansen Schülereuropameister im 8-Ball. Bei der Schüler-EM 2003 wurde er im Finale gegen Albin Ouschan Vizeeuropameister im 14/1 endlos und Dritter im 8-Ball. Ein Jahr später erreichte er bei den Junioren das Finale im 9-Ball, verlor dieses jedoch gegen Bahram Lotfy. 2005 erreichte er den dritten Platz im 9-Ball und das Finale im 14/1 endlos, das er gegen seinen Landsmann Adam Skoneczny verlor.
Seine erste Medaille bei der polnischen Meisterschaft der Herren gewann er 2004, als er beim 9-Ball-Wettbewerb ins Finale einzog und dort gegen Robert Zachar verlor. 2005 wurde er Vizemeister im 14/1 endlos. Im März 2007 gelang es Łopotko erstmals, in die Finalrunde eines Euro-Tour-Turniers einzuziehen; Im Viertelfinale der Czech Open unterlag er dem Deutschen Thomas Engert. Im Dezember 2007 wurde er durch einen 7:5-Finalsieg gegen Wojciech Trajdos polnischer Meister im 9-Ball. Beim 14/1-endlos-Wettbewerb belegte er den dritten Platz. Im August erreichte Łopotko bei der Europameisterschaft, an der er in diesem Jahr erstmals teilnahm, im 14/1 endlos und im 9-Ball die Runde der letzten 32. Bei den Costa del Sol Open 2008 schaffte er es ins Viertelfinale. Bei der polnischen Meisterschaft 2008 gewann er die Bronzemedaille im 14/1 endlos. Bei den Austria Open 2011 erreichte er zum dritten Mal auf der Euro-Tour das Viertelfinale und schied dort mit 5:9 gegen Mark Gray aus. Im November 2011 wurde er bei der polnischen Meisterschaft Dritter im 10-Ball.

## Erfolge
| 8-Ball-Schülereuropameister: | 2002 |
| Polnischer 9-Ball-Meister:   | 2007 |